# Ehehindernis
Das Ehehindernis ist ein Umstand, durch den die Verlobten daran gehindert sind, eine fehlerfreie Ehe zu schließen.

## Deutsches Bürgerliches Recht
Ein Ehehindernis ist im weltlichen Eherecht jeder Umstand, der die Ehefähigkeit eines der Verlobten verhindert. Wichtige Ehehindernisse sind fehlende Geschäftsfähigkeit, Ehemündigkeit und die Eheverbote sowie ein Willensmangel im Erklärungsbewusstsein und im Geschäftswillen, widerrechtliche Drohungen oder Bewusstseinstrübungen (§§ 1303 BGB ff.). Die formellen Voraussetzungen einer wirksamen Eheschließung ergeben sich aus §§ 1310 bis 1312 BGB.

## Kanonisches Recht der römisch-katholischen Kirche
Bei einem Ehehindernis des kanonischen Rechts können Brautleute keine gültige oder erlaubte kirchliche Ehe schließen. Das Hindernis (lateinisch Impedimentum matrimonii) muss zum Zeitpunkt der Eheschließung bereits vorliegen und verhindert so unabhängig vom Willen der Beteiligten, dass eine gültige Ehe überhaupt zustande kommt. Das Ehehindernis ist vom kirchenrechtlichen Trauungsverbot zu unterscheiden, das sich an den an der sakramentalen Feier beteiligten Zelebranten richtet. Demgegenüber sind Ehehindernisse Eigenschaften, die den Eheschließenden selbst anhaften.
Im Kirchenrecht wird zwischen Ehehindernissen göttlichen Rechts (ius divinum) und rein kirchlichen Rechts (ius mere ecclesiasticum) unterschieden. Von den Ehehindernissen rein kirchlichen Rechts kann die Kirche durch Dispens entbinden, da sie diese selbst aufgestellt hat. Bei Ehehindernissen göttlichen Rechts ist das nicht der Fall. Sie werden als in der Schöpfungsordnung Gottes angelegt angesehen und sind daher unabänderlich und überzeitlich gültig.
Im Rahmen der Ehevorbereitung kann bei Vorliegen eines Ehehindernisses vor der kirchlichen Trauung die Dispens beantragt werden. Der Antrag auf Dispens und ihre Erteilung sind im Ehevorbereitungsprotokoll zu dokumentieren.

### Hindernisse göttlichen Rechts
1. bestehendes Eheband (ligamen), can. 1085 CIC (davon geht man auch bei ungetauften Geschiedenen aus[2]);
2. Impotenz im Sinne der impotentia coeundi (Unfähigkeit zum Beischlaf), can. 1084 CIC, wobei hier nicht zwischen Mann und Frau, relativer (nur gegenüber einer bestimmten Person auftretender) und absoluter (generell auftretender und meist körperlich bedingter) bzw. psychisch und physisch bedingter Impotenz differenziert wird (die Impotenz muss allerdings „absolut“ im Sinne von unumkehrbar und vollkommen sein und ist daher meist nur schwer nachweisbar); Unfruchtbarkeit bzw. Zeugungsunfähigkeit ist kein Ehehindernis[3];
3. Blutsverwandtschaft in gerader Linie (Eltern, Voreltern, Kinder, Kindeskinder usw.) und unter Geschwistern (ob dieses Hindernis wirklich göttlichen Rechts ist, ist kirchenrechtlich umstritten; es gibt aber eine gesonderte Bestimmung, die eine Dispens qua Gesetz ausschließt), can. 1091 CIC in Verbindung mit can. 1078 § 3 CIC.

### Hindernisse kirchlichen Rechts
1. Das Mindestalter zur Schließung einer gültigen Ehe ist noch nicht erreicht (14 für Frauen, 16 für Männer), can. 1083 CIC (von Gesetzes wegen nicht dispensfähig);
2. Religionsverschiedenheit (keine oder nicht anerkannte Taufe, interreligiöse Ehe), can. 1086 CIC;
3. Weihe zum Priester oder Diakon, can. 1087 CIC;
4. (ewiges) Gelübde der Ehelosigkeit in einem Ordensinstitut, can. 1088 CIC; analog dazu der Empfang der Jungfrauenweihe
5. Entführung der Frau (traditionell Frauenraub oder raptio genannt), can. 1089 CIC;
6. Gattenmord, can. 1090 CIC;
7. Blutsverwandtschaft bis in den vierten Grad der Seitenlinie (vermittelt über Geschwister, Onkel, Cousins etc.); bis in den zweiten Grad der Seitenlinie (Geschwister) wird hiervon nicht dispensiert, can. 1091 CIC;
8. Schwägerschaft, can. 1092 CIC;
9. Fehlen der öffentlichen Ehrbarkeit, das bezieht sich insbesondere auf die „nachgebildete Schwägerschaft“, also die Verwandtschaft des einen mit einem früheren nichtsakramentalen Lebenspartner (das umfasste im früheren Recht besonders das Konkubinat und die standesamtliche Ehe ohne kirchlichen Segen) des anderen Ehewilligen, heute auf Einzelfälle eingeschränkt und in der Praxis ohne Bedeutung, can. 1093 CIC;
10. Verwandtschaft durch Adoption (eine kirchenrechtliche Definition der Adoption gibt es nicht, vielmehr verweist can. 110 CIC auf das jeweils geltende weltliche Recht), can. 1094 CIC.

Allein dem Apostolischen Stuhl vorbehalten ist die Vollmacht zur Erteilung einer Dispens bei Weihe, Gelübden und Gattenmord. Von den übrigen Hindernissen, die nicht dem göttlichen Recht zuzuordnen sind und bei denen eine Dispens auch nicht anderweitig per Gesetz ausgeschlossen ist, liegt die Dispensgewalt beim Bischof und wird in dessen Namen vom jeweiligen Kirchengericht (Offizialat) wahrgenommen. Bei einer konfessionsverschiedenen Ehe mit einem Christen, bei der nichts konkret auf Religionsverschiedenheit (das heißt eine fehlende gültige Taufe des Partners) schließen lässt, kann in Deutschland auch der Pfarrer hilfsweise (ad cautelam) die Dispens von der Religionsverschiedenheit erteilen.
Ehehindernisse verhindern das kirchenrechtlich gültige Zustandekommen einer Ehe unabhängig vom Willen der Beteiligten und von der Einhaltung der formalen Erfordernisse der Eheschließung. Darüber hinaus gibt es auch noch andere Gründe, warum eine kirchliche Ehe nicht gültig zustande kommen kann; der Sache nach sind das ebenfalls trennende Ehehindernisse:
1. Formmängel, das heißt die Nichteinhaltung der gebotenen Form, ohne dass eine Dispens von der Formpflicht eingeholt wurde (Zuständigkeit: Ortsbischof, bei konfessionsverschiedenen Ehen unter Christen ohne ostkirchliche Beteiligung in Deutschland auch der Pfarrer)
2. Mängel am Ehewillen: ein gültiger Ehekonsens ist nicht vorhanden, also bspw. eine Heirat unter Zwang oder ein Irrtum über die Person des Partners oder die Tragweite des Jawortes (Unauflöslichkeit, eheliche Lebensgemeinschaft einschließlich Willen zum Kind usw.)

Über das gültige Zustandekommen der Ehe befindet auf Antrag nachträglich das für die Eheannullierung zuständige kirchliche Gericht. Dabei wird insbesondere auch geprüft, ob ein Ehehindernis vorlag und die Ehe deswegen kirchlicherseits als nichtig (nicht wirksam zustande gekommen) angesehen werden muss.

### Trauungsverbote/Aufschiebende Ehehindernisse (CIC/1917)
Aufschiebende Hindernisse (zur Bezeichnung vgl. CIC von 1917, can. 1058ff.) oder Eheverbote sind nach geltendem Kirchenrecht der Sache nach:
1. Wohnsitzlosigkeit
2. staatliche Verbote
3. Verpflichtungen eines der Brautleute gegen einen anderen Partner oder Kinder
4. Glaubensabfall
5. Beugestrafen (das heißt Exkommunikation oder Interdikt),
6. Ahnungslosigkeit oder begründeter Widerspruch der Eltern bei Minderjährigen (vgl. can 1071 CIC 1983, § 1–6)
7. durch den Ortsordinarius eingeführte Eheverbote (can. 1077)
8. fehlendes Mindestalter, sofern die Bischofskonferenz ein höheres als das oben genannte, für die Weltkirche gültige, festgelegt hat
9. rechtmäßig bestehende Putativehe mit einem Anderen (trennend ist dieses Hindernis nur, wenn diese tatsächlich eine gültige Ehe ist, can. 1085)
10. Konfessionsverschiedenheit (can. 1124) (interkonfessionelle Ehe)
11. Formmangel bei Ehe eines Katholiken mit einem Angehörigen einer nichtkatholischen Ostkirche durch Eheschließung vor einem sonst nicht zuständigen geistlichen Amtsträger, z. B. einem Priester dieser Ostkirche (can. 1127 § 1, alle übrigen Formmängel sind trennend),
12. Mangel der Öffentlichkeit der Eheschließung (denn can. 1130 schreibt hierfür Genehmigungspflicht vor)
13. zeitliches Ordensgelübde der Keuschheit, wenn die Zeit nicht abgelaufen ist (der Natur der Sache entsprechend, wird im CIC nicht erwähnt)

Eine solche Ehe darf nicht geschlossen werden, ist aber (wenn nicht auch noch ein anderes Hindernis vorliegt) gültig, wenn sie dennoch geschlossen wurde. Die Dispens, Erlaubnis oder Genehmigung kann in Deutschland regelmäßig durch den Ortsordinarius, im Falle einer Mischehe mit einem Nichtkatholiken, der auch nicht den orthodoxen Kirchen angehört, auch durch den Ortspfarrer erfolgen.